# Hymenoscyphus vasaensis
Hymenoscyphus vasaensis är en svampart som först beskrevs av Petter Adolf Karsten, och fick sitt nu gällande namn av Dennis 1964. Hymenoscyphus vasaensis ingår i släktet Hymenoscyphus och familjen Helotiaceae.   Inga underarter finns listade i Catalogue of Life.